# Dermestes laniarius
Dermestes laniarius là một loài bọ cánh cứng được tìm thấy ở vùng Cổ bắc giới, bao gồm châu Âu, và Bắc Phi. Ở châu Âu, nó được tìm thấy ở Albania, Belarus, Bỉ, Bosna và Hercegovina, Bulgaria, Croatia, Cộng hòa Síp, Cộng hòa Séc, lục địa Đan Mạch, Estonia, Phần Lan, lục địa Pháp, Đức, Hungary, Chính quốc Ý, Kaliningrad, Latvia, Litva, Luxembourg, Cộng hòa Macedonia, Moldova, lục địa Na Uy, Ba Lan, România, Nga, Slovakia, Slovenia, lục địa Tây Ban Nha, Thụy Điển, Thụy Sĩ, Hà Lan, Ukraina và Nam Tư.

## Hình ảnh

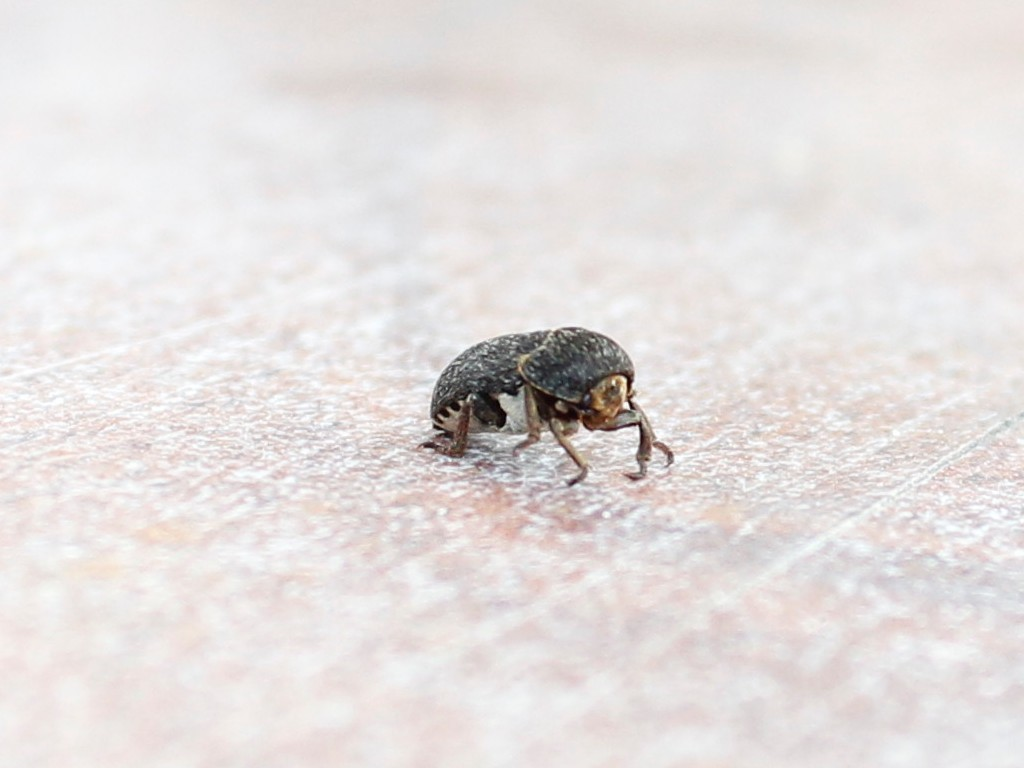